# انتخابات در ارمنستان
انتخابات در ارمنستان (انگلیسی: Elections in Armenia) به سیاست این کشور در زمینه برگزاری انتخابات و نتایج آن می‌پردازد. ارمنستان از یک نظام چندحزبی برخوردار است. پس از آخرین اصلاحات قانون اساسی تنها یک قوه مقننه در سطح ملی انتخاب می‌شود.

## نظام انتخاباتی

### انتخاب اعضای مجلس ملی جمهوری ارمنستان
مجلس ملی جمهوری ارمنستان دارای ۱۰۱ کرسی است و نظام انتخاباتی آن تکیه‌اش بر نمایندگی تناسبی در انتخابات است و در آن چند نامزد برای مجلس مقننه براساس اختصاص دادن یک لیست انتخاباتی انتخاب می‌شوند. آنها همچنین می‌توانند بعنوان بخشی برای اضافه کردن به اعضای سیستم انتخاباتی مورد استفاده قرار گیرند.
نیمی از سهمیه انتخاباتی از طریق لیست‌های بسته و نیم دیگر توسط لیست‌های باز در هر یک از ۱۳ناحیه ارضی اعطا می‌شود.
چهار سهمیه انتخاباتی اضافی برای اقلیت‌های ملی در نظر گرفته شده، و آن درصورتی‌است که سهمیه اقلیت‌ها به لیست حزب ضمیمه شود. همراه با این چهار سهمیه انتخاباتی حداقل تعداد کرسی‌ها به ۱۰۵نفر می‌رسد.
احزاب باید از ۵٪ عبور کنند و اتحادهای حزبی تا ۷٪ حدنصاب انتخاباتی به ترتیب در توزیع اجازه‌ها گنجانده شده.
با توجه به این کرسی‌های اضافی که به نیروهای سیاسی برنده یا دیگران اختصاص داده می‌شود، شمار کرسی‌ها در مجلس ملی جمهوری ارمنستان می‌تواند دست کم در موارد نادر به بیش از ۲۰۰ کرسی افزایش یابد.

## انتخابات ملی اخیر

### انتخابات مجلس ارمنستان (۲۰۱۷)
در ۲ آوریل ۲۰۱۷ برابر با ۱۳ فروردین ۱۳۹۶ برگزار شد. این نخستین انتخابات ارمنستان پس از همه‌پرسی قانون اساسی ارمنستان (۲۰۱۵) بود که نظام این کشور را به جمهوری پارلمانی تغییر داد.
حزب جمهوری‌خواه وابسته به کارن کاراپتیان نخست‌وزیر ارمنستان توانست بیشترین سهم آرا را از مشارکت ۶۱٪ مردم به دست آورد.
در تاریخ ۹ دسامبر ۲۰۱۸ برگزار می‌شود. این نخستین انتخابات پس از انقلاب آوریل و مه ۲۰۱۸ به حساب می‌آید. تا تاریخ نوامبر ۲۰۱۸ مجموعاً ۲٬۵۷۴٬۹۱۶ تن برای رای دادن نام‌نویسی کردند.

### انتخابات مجلس ارمنستان (۲۰۱۸)
در تاریخ ۹ دسامبر ۲۰۱۸ برگزار می‌شود. این نخستین انتخابات پس از انقلاب آوریل و مه ۲۰۱۸ به حساب می‌آید. تا تاریخ نوامبر ۲۰۱۸ مجموعاً ۲٬۵۷۴٬۹۱۶ تن برای رای دادن نام‌نویسی کردند.